# أهل القشوح (بني سمير)
أهل القشوح هي إحدى مشيخات المملكة المغربية، تتبع جغرافيا لإقليم خريبكة وإداريًا لبني سمير. يقدر عدد سكانها بـ 1,187 نسمة حسب الإحصاء الرسمي للسكان والسكنى لسنة 2004.